# Benedykta Ebbesdotter
Benedykta (Bengte) – królowa Szwecji, żona Swerkera II Młodszego, córka  Ebbe Sunessona z rodu Hvide.
Urodziła się w północnej Zelandii, w Knadrup, w Danii między 1165 i 1170. W 1185 poślubiła Swerkera Karlssona. W 1195 jej mąż wstąpił na tron Szwecji jako Swerker II Młodszy a ona stała się królową małżonką. Mieli razem syna Karla i dwie córki: Helenę i Krystynę. Zmarła w 1199 lub 1200 roku prawdopodobnie przy porodzie. Została pochowana w Alvastrze.

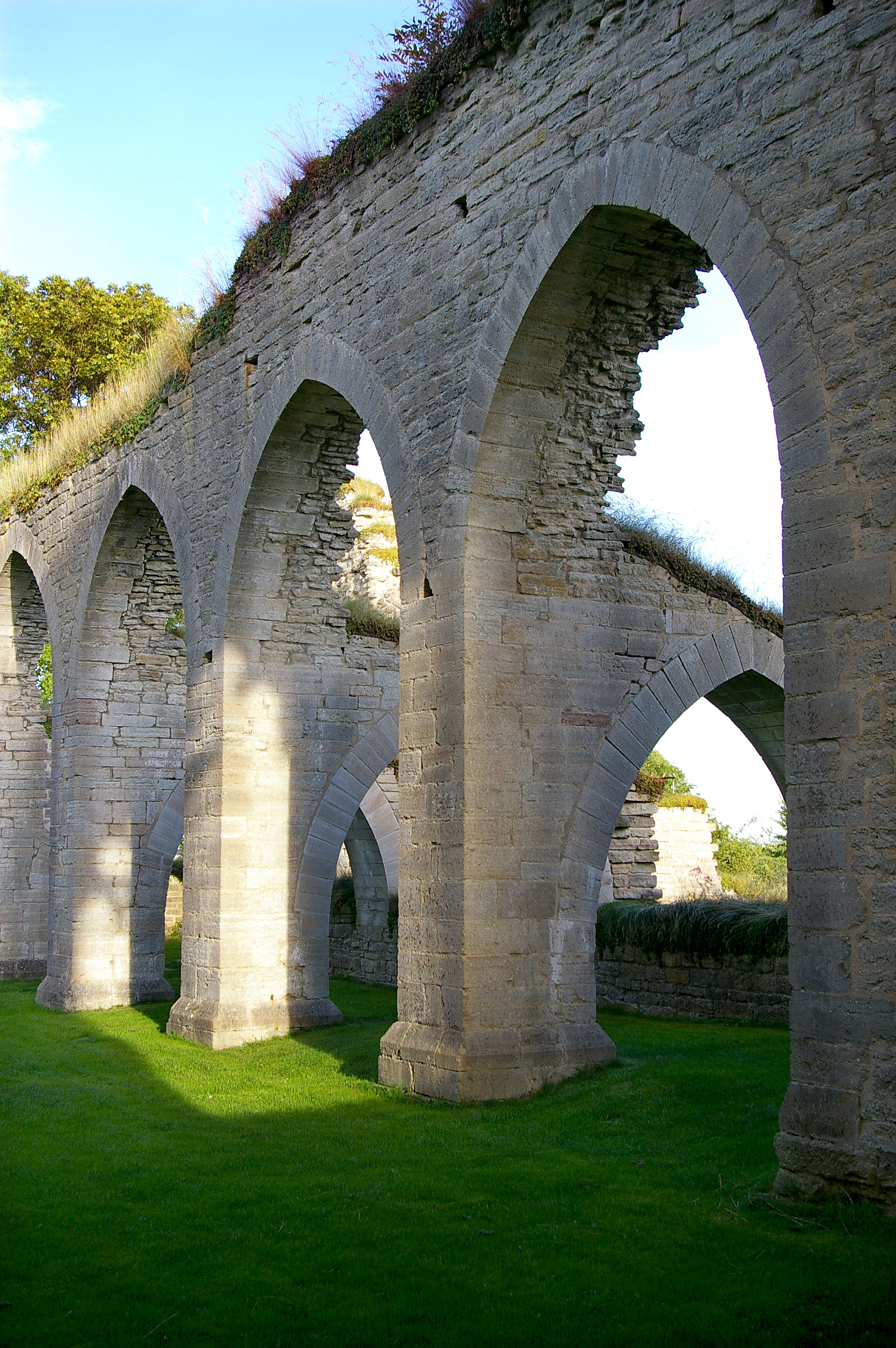
Alvastra – miejsce pochówku królowej